# Priidu
Priidu est un prénom masculin estonien pouvant désigner :

## Prénom
- Priidu Aavik (en) (1905-1991), peintre estonien
- Priidu Beier (en) (né en 1957), poète et professeur estonien
- Priidu Isak (et) (né en 1957), boxeur et entrepreneur estonien
- Priidu Niit (et) (né en 1990), athlète estonien en lancer du disque

## Référence
1. ↑  (en) « 10th Century Frisian Masculine Names », sur heraldry.sca.org (consulté le 28 décembre 2017)